# Колонизация
 Тази статия е за обществения процес в човешкото общество.  За екологичното явление вижте Колонизация (биология).  
Популярно и не особено точно използване на думата Колонизация е като синоним на думата завоевание: исторически процес, при който по-силни държави завладяват нови територии, като поставят в икономическа, политическа и културна зависимост местните народи.
Истинското значение на думата е свързано с процеса на колонизиране(заселване) на нови територии и образуване на колонии(диаспори).

## Класически период
През Античността морските държави като финикийските градове и полисите (градовете-държави) в Древна Гърция и Древна Италия често основавали колонии. Характерно за този период е, че колониите са основавани върху необитаеми земи.
Следващият етап от класическия период е времето на Древен Рим, когато римската цивилизация се разпростира и колонизира части от Западна Европа, Северна Африка и Западна Азия.
Много от съвременните европейски и средиземноморски градове първоначално са основани като гръцки и римски колонии.

## Средновековие
Колонизацията в Средните векове продължава с преселенията на голям брой хора в рамките на Великото преселение на народите. Примери за интензивни колонизационни процеси през Средновековието са: арабската колонизация на страните от Близкия изток, Северна Африка и Испания, а по-късно войните за отвоюване на земите на Халифата от европейските християнски сили. Такива са завладяването на Сицилия и Сардиния от норманите (XI век), Реконкистата на Иберийския полуостров и кръстоносните походи и завладяването на Палестина. Други примери са колонизацията на Британските острови, Нормандия, Фарьорските острови, Исландия, Гренландия и др. от викингите, немската колонизация на Полабието, Померания, Чехия, Словения и Източна Балтика, също и колонизацията на Трансилвания от унгарските крале (Х-XIV век). След падането на Балканите под османско владичество из целия полуостров и Югоизточна Европа се осъществяват процеси на масови миграции и колонизация, основно с мюсюлманско население от Мала Азия и Близкия изток, чиято интензивност е особено висока в Тракия, Македония и Босна.

## Епоха на колониализъм
Започва след периода на Великите географски открития в новооткритите земи. Водещите европейски държави - Испания, Португалия, Великобритания, Франция, Холандия и Русия, започват да овладяват земите от Азия, Африка, Австралия (континент) и Америка.